# Шеффилд, Чарльз
Чарльз Шеффилд (англ. Charles Sheffield; род. 25 июня 1935 — 2 ноября 2002) — американский писатель-фантаст, популяризатор науки и учёный (физик и математик).

## Биография
Родился 25 июня 1935 г. в Англии, где окончил колледж Святого Иоанна в Кембридже и там же защитил диссертацию. В 1960-х годов был президентом Американского астронавтического общества и возглавлял корпорацию «Earth Satellite», производящую спутники для фотографирования Земли из космоса. В 1984—1986 гг. Шеффилд был президентом Ассоциации американских писателей-фантастов. В 1998 г. женился на коллеге — писательнице Нэнси Кресс.
В научной фантастике Шеффилд дебютировал в 1977 г. — рассказом «What Song The Sirens Sang» — и с тех пор завоевал репутацию одного из ведущих представителей «твердой» НФ, чему способствовала его профессиональная научная подготовка. Шеффилд выпустил около четырех десятков романов: одиночных — «The Web Between the Worlds» (1979), «My Brother’s Keeper» (1982), «Brother to Dragons» (1992), принесший автору Мемориальную премию имени Джона Кэмпбелла, и других, а также объединенных в серии — «Jupiter», «Proteus», «Наследие Вселенной» и «McAndrew». Кроме того, писатель опубликовал более 80 рассказов, один из которых, «Мыслями в Джорджии» (1993), завоевал обе высшие премии — «Хьюго» и «Небьюлу».
12 августа 2002 года на веб-сайте издательства «Baen» Чарльз Шеффилд объявил, что у него была обнаружена опухоль мозга. Он и его жена отменили поездку на очередной Всемирный конвент и писатель был госпитализирован в Вашингтонский центральный госпиталь. А спустя три месяца, 2 ноября 2002 г. Чарльз Шеффилд скончался.

### НФ

#### Великая война
1. Холоднее льда (Cold as ice, 1992)
2. Темнее дня (Dark as day, 2002)

#### Вселенная Наследия
1. Летний прилив (Summertide, 1990)
2. Расхождение (Divergence, 1991)
3. Выход за пределы (Transcendence, 1992)
4. Схождение (Convergence, 1997)
5. Возрождение (Resurgence, 2002)

#### Единение разумов
1. Единение разумов (The mind pool, 1986)
2. Небесные сферы (Spheres of heaven, 2001)

### Космическая фантастика
1. Сверхскорость (God speed, 1993)

### Детективы
1. Неподражаемый доктор Дарвин (Erasmus Darwin, сборник)
2. Дьявол Малкирка (The devil of Malkirk, 1982)
3. Сердце Ахурамазды (The heart of Ahura Mazda, 1988)
4. Призрак Данвелл-Коув (The phantom of Dunwell Cove, 1995)
5. Бессмертный Ламбет (The Lambeth immortal, 1979)
6. Солдорнский вампир (The Solborne vimpire, 1998)
7. Сокровище Одирекса (The treasure of Odirex, 1978)
8. Приложение: Эразм Дарвин, факты и вымысел (Appendix- Erasmus Magister: Fact and Fiction, 1982)

### Рассказы
1. Двойная спираль в небеса (The Double Spiral Staircase, 1990)
2. Заброшенная земля (The Waste Land, 2003)
3. Классически квантованный кошмар (Nightmares of the Classical Mind, 1989)
4. Леди исчезает (The Lady Vanishes, 1996)
5. Мыслями в Джорджии (Georgia on My Mind, 1993)
6. Незаконная копия (Out of Copyright, 1989)
7. Сверхскорость (Godspeed,1990)
8. Турнир на Весте (With the Knight Male, 2000)
9. Эсхатон (повесть) (At the Eschaton, 1995)